# Betty Black
Betty Black (nebo také Sylvia Black, rodným jménem Sylvia Gordon) je americká zpěvačka, hudební producentka a skladatelka. Narodila se ve městě Opelika v Alabamě. Je dlouholetou členkou kapely KUDU, ve které s ní vystupují Deantoni Parks a Nick Kasper. S Parksem spolupracuje i na dalších projektech. Je například producentem některých jejích nahrávek a vytvořil remixy několika jejích písní. Betty Black také zpívala v písni „Dancin' Like a Feather“ z jeho sólového alba Touch But Don't Look (2012). Rovněž spolupracovala s francouzskou skupinou Télépopmusik (přispěla na EP Try Me Anyway / Fever z roku 2013). Během své kariéry spolupracovala i s dalšími hudebníky, mezi které patří například The Black Eyed Peas, Moby a William Orbit.

## Sólová diskografie
- Slow Dance (EP; 2011)
  1. „Spring Blossoms“
  2. „Slow Dance“
  3. „Will You Still Love Me“
  4. „Ever Fallen in Love“
  5. „Came Home Cryin'“
  6. „Low Tide Lullabye“
- Am I Not Your Girl? (singl; 2012)
  1. „Am I Not Your Girl? (Original Mix)“
  2. „Am I Not Your Girl? (D. Parks Mix)“
  3. „Dress You Up“
- Bad Weather (singl; 2012)
  1. „Bad Weather“
  2. „New Mexican Sunset“
  3. „Bad Weather (Black & Cullers Alt Version)“
- Addicted to Life (EP, 2015)
  1. „Addicted to Life“
  2. „Valley Low (Champagne Brains Remix)“
  3. „Crime 55“
- Valley Low (2016)
  1. „Come Back Lover“
  2. „Valley Low“
  3. „Heartless“
  4. „Permanent Scar“
  5. „Out of My Hands“
  6. „Dandelion“
  7. „Paradise“
  8. „Baby Loves His Gun“
  9. „Black Car“
  10. „Beautiful Man“
  11. „Drive“